# 接觸感應 (電影)
《接觸感應》（韓語：사이코메트리），是一部2013年上映的韓國電影。講述調查誘拐兒童事件的警察與擁有接觸感應的唯一目擊者之間的故事。

## 劇情介紹
楊春東是一位擁有三年資歷的警察，卻不致力於他的工作，反倒是去兼職賣飲水機。某天，警局接獲一起兒童失蹤案，局裡的同僚們認為還有其他更重大的案件要處理並不想接手，最後這案件就交由春東負責。
有一天失蹤的孩子被發現陳屍在遊樂場，春東對此感到非常自責與憤怒，然而他突然想起之前曾在小巷子內看過一位年輕男子金俊在牆上塗鴉，畫的正是事發現場，於是開始對這名男子展開追查......

## 演員陣容
- 金剛于 飾 楊春東
- 金　汎 飾 金俊
- 朴赫權 飾 基宇（動物醫院院長）
- 李準赫 飾 楊秀（春東的同夥）
- 徐賢哲 飾 高班長
- 朴誠雄 飾 韓哲賢
- 金幼彬 飾 多熙
- 李　絮 飾 勝琪
- 徐英花 飾 金俊的母親
- 金基天 飾 美術用品店主人
- 柳承穆 飾 餐廳老闆
- 金正錫 飾 多熙的父親
- 金益泰 飾 警察署長

## 外部連結
- NAVER電影 （页面存档备份，存于）